# Walter Koch
Walter Koch (né le 10 septembre 1910 à Bonn et décédé le 23 octobre 1943 à Berlin) était un commandant Fallschirmjäger qui reçut de nombreuses décorations au cours de la Seconde Guerre mondiale. Il décéda dans des circonstances mystérieuses après avoir ouvertement critiqué Adolf Hitler. Koch, qui était récipiendaire de la Croix de chevalier de la Croix de fer pour ses actions pendant la bataille du fort Eben-Emael en mai 1940, avait publiquement dénoncé le Führer pour le fameux « Kommandobefehl », qui ordonnait que tous les commandos ennemis capturés devaient être exécutés.  Peu de temps après, ce héros de guerre trouva la mort après avoir été violemment percuté par un véhicule motorisé dans les rues de Berlin.

## Début de carrière
Walter Koch rejoint le Landespolizei comme officier le 3 avril 1929 en tant que lieutenant où il sert dans le bataillon de police spéciale « Polizeiabteilung zbV Wecke ». En 1935, le nouveau commandant en chef de la Luftwaffe, Hermann Göring, transfère cette unité de police dans la Luftwaffe, réformée et rebaptisée « Régiment Général Göring » (RGG),.

## Service dans les troupes aéroportées
Dans la Luftwaffe, Koch est promu Hauptmann (capitaine) le 20 avril 1938. Il est ensuite chargé de la formation d'une unité spéciale de commando baptisée « Fallschirmjäger-Sturm Abteilung-Koch » (Bataillon de parachutistes d'assaut Koch) pour les opérations dans l'ouest.

## Seconde Guerre mondiale

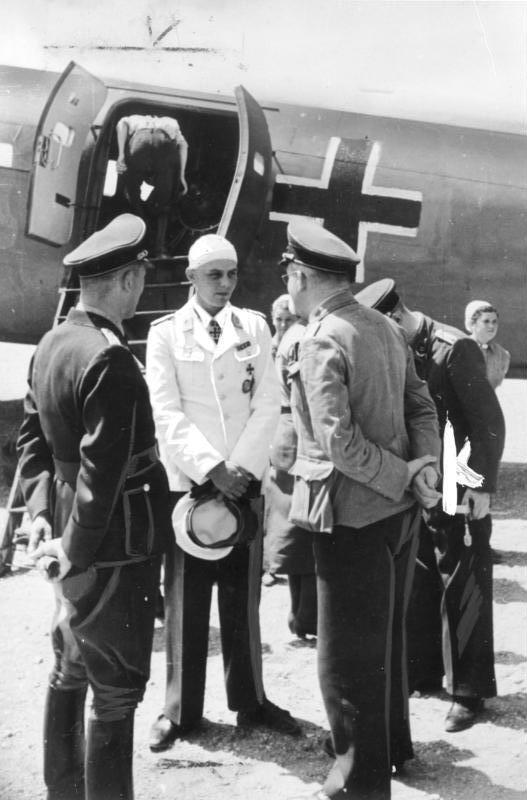
Le retour héroïque en Allemagne du Major Walter Koch, blessé à la tête dans l'assaut victorieux de ses troupes pendant la bataille de Crète en juin 1941.

Lorsque le « Fall Gelb » a commencé en mai 1940, ses troupes ont vu l'action pendant la phase d'ouverture de la bataille de France, lors des agressions sur le fort belge d'Ében-Émael, de la prise des ponts sur la Meuse et du canal Albert. Les Fallschirmjäger de Koch ont capturé avec succès le fort d'Ében-Émael et les ponts de Veldwezelt et Vroenhoeven. Seul le pont de Kanne, qui a été détruit par les défenseurs belges, n'a pas été pris par les parachutistes allemands. Pour ces opérations réussies, Walter Koch a reçu, ainsi que dix autres officiers, la croix de chevalier de la Croix de fer (Ritterkreuz des Eisernen Kreuzes).
En mai 1941, Koch est promu major et reçoit le commandement du I./Fallschirmjäger-Sturm-Regiment 1 (1er Régiment de parachutistes d'assaut). Lors de l'Opération Merkur, le bataillon fait partie des premières vagues d'assauts aéroportés sur la Crète. Koch a mené l'attaque en utilisant 53 planeurs de transport de troupe DFS 230. Leur cible était le village de Maleme sur la côte ouest de la Crète avec comme objectif la prise de l'aérodrome côtier et de la colline 107 qui étaient les postes de commandement du secteur autour de la capitale de l'île.  Les troupes allemandes furent principalement confrontées au 22e Bataillon de la 5e Brigade Néo-Zélandaise ainsi qu'a plusieurs autres bataillons postés aux alentours sous le commandement du brigadier Édouard Puttick. Bien que Koch ait été blessé à la tête dans la bataille de la colline 107 dès le premier jour, ses Fallschirmjäger ont atteint rapidement tous leurs objectifs.
Koch a été promu Oberstleutnant (lieutenant-colonel) le 20 avril 1942. Puis, avec le « Fallschirmjäger Regiment 5 » (5e régiment de parachutistes), il est transféré en Tunisie à la mi-novembre 1942.

## L'opposition à l'Ordre Commando
Deux semaines après le premier engagement de son régiment en Afrique, les Fallschirmjäger de Koch affrontent le 2e Bataillon de parachutistes britanniques alors sous le commandement du lieutenant-colonel John Dutton Frost, à l'aérodrome Depienne situé à 53 km au sud-ouest de Tunis. Lors de l'engagement, les Britanniques eurent dans leurs rangs un bon nombre d'hommes touchés par les tirs allemands. Frost fut donc contraint de laisser plusieurs blessés sous la protection d'un peloton retranchés à l'arrière de l'aérodrome, alors que lui et le reste de ses hommes continuèrent leur assaut sur d'autres objectifs. Découverts, les parachutistes britanniques ont été rapidement capturés par les parachutistes allemands de Koch et ont ainsi été faits prisonniers de guerre. Le commandant allemand a alors ordonné à ses médecins d'apporter les soins nécessaires aux blessés capturés. Avant de partir, Koch a également assuré que les prisonniers recevraient de la nourriture, de l'eau, et même des cigarettes avant de les remettre à d'autres forces terrestres de l'Axe.
Cependant, un peu plus tard, Koch et le commandant du I bataillon du « Fallschirmjäger Regiment 5 », le Hauptmann Hans Jungwirth, revinrent juste à temps pour arrêter le mitraillage des soldats britanniques capturés. Après un débat houleux avec un officier de la Wehrmacht, remettant en question le Kommandobefehl d'Adolf Hitler, Koch a réussi à obtenir un traitement adéquat pour les prisonniers alliés qui ont ainsi pu être transférés dans un camp de prisonniers de guerre,.

## Mort
Peu de temps après l'arrêt du massacre des prisonniers de guerre en Afrique du Nord, Koch a été blessé à la tête pendant la bataille de Tunisie. Ce chef de combat hautement expérimenté a alors été renvoyé en Allemagne afin de récupérer de ses blessures et a été placé dans la « Führerreserve ». Mais bien qu'étant en convalescence, il a été victime d'un grave accident de voiture et fut transféré dans un hôpital de Berlin dans lequel il décéda. Cependant, bon nombre des hommes de son régiment croyaient que ce n'était pas un accident mais qu'il avait probablement été tué par le « Reichssicherheitshauptamt » (l'Office central de la sécurité du Reich) à cause de sa critique ouverte de l'« Ordre Commando » ordonné par Adolf Hitler.

## Décorations
- Croix de fer (1939)
  - 2e Classe (12 mai 1940)[5]
  - 1re Classe (12 mai 1940)[5]
- Insigne des parachutistes
- Croix allemande en Or (31 mars 1942)[6]
- Croix de chevalier de la Croix de fer le 10 mai 1940, Hauptmann  et commandant de Fallschirmjäger-Sturm Abteilung-"Koch"[7]
- Mentionné dans le bulletin radiophonique des armées Wehrmachtbericht le 9 juin 1941

### Wehrmachtbericht
| Date               | Texte original du Wehrmachtbericht en allemand | traduction en français |
| ------------------ | --- | --- |
| lundi, 9 juin 1941 | In den Kämpfen um Kreta zeichneten sich die unter Führung von Koch Major, Hauptmann Altmann und Oberleutnant Genz stehenden Fallschirmverbände durch und Kühnheit Heldenmut aus. | Dans les batailles en Crète, les unités parachutistes, sous le commandement du major Koch, de l'Hauptmann Altmann et de l'Oberleutnant Genz, se sont distinguées par une audace et un courage héroïque. |